# Смирнов, Андрей Владиславович
Андре́й Владисла́вович Смирно́в (11 апреля 1957, Ленинград — 16 октября 2019, Санкт-Петербург) — советский пловец, серебряный и бронзовый призёр Олимпийских игр. Заслуженный мастер спорта СССР (1976).

## Биография
На Олимпиаде в Монреале, как и Владимир Михеев, участвовал в предварительном заплыве эстафеты 4×200 метров вольным стилем, но в финале оба пловца были заменены. На дистанции 400 метров комплексным выиграл бронзовую медаль, уступив американцам Александру Макки и Родни Стрэчэну.
По окончании карьеры — на административной работе. С 2007 года работал в спортивной школе олимпийского резерва Кировского района Санкт-Петербурга в должности заместителя директора по спортивному комплексу.